# Dee Palmer
Dee Palmer (* 2. Juli 1937 in London als David Palmer) ist eine britische Musikerin, die bekannt wurde als Keyboarder David Palmer von Jethro Tull in den 1970er Jahren.

## Leben
Palmer trat nach dem Schulbesuch in die British Army ein und leistete Militärdienst bei den Royal Horse Guards. Während dieser Zeit studierte Palmer an der Royal Military School of Music von Kneller Hall. Später absolvierte Palmer ein Studium in Kompositionslehre an der Royal Academy of Music.
Nachdem Palmer 1968 bereits als Arrangeur für die Streicher- und Orchesterarrangements von Jethro Tull tätig wurde, wurde Palmer zugleich 1976 Keyboardspieler der Progressive-Rock-Band und gehörte dieser als Mitglied bis 1979 an. Während dieser Zeit entstanden die Studioalben Too Old to Rock ’n’ Roll: Too Young to Die! (1976), Songs from the Wood (1977), Heavy Horses (1978) und Stormwatch (1979) sowie das Livealbum Bursting Out (1978). Auf den Konzertaufnahmen wird Mister David Palmer erwähnt, zweimal, anlässlich einer Pinkelpause. 
Nach Palmers Ausscheiden bei Jethro Tull begann Palmer 1980 mit den Arrangements für orchestrale „Tributes“ für Bands wie The Beatles, Yes, Genesis und Pink Floyd. 1994 wurde Palmer Fellow der Royal Academy of Music.
2003 unterzog sich Palmer einer geschlechtsangleichenden Operation und ließ ihren Namen in Dee Palmer ändern.